# 摩耶山町
摩耶山町（まやさんちょう）は兵庫県神戸市灘区の町名の一つで、同区北西部に聳える摩耶山周辺の町名。昭和55年（1980年）に北区山田町下谷上の一部から灘区へ編入された部分である。郵便番号：657-0105。（地図 - Google マップ）

## 地理
摩耶山頂より北、摩耶別山頂より西に広がる。
北は六甲山町、南東は大石、南の東部は原田、西部は摩耶山、西の南部は中央区葺合町、北部は北区山田町下谷上。
域内には忉利天上寺、摩耶ロープウェー星の駅、摩耶自然観察園などがある。
道路によるアクセスは北の六甲山町側からしかなく、南の市街からはケーブルカー（神戸すまいまちづくり公社摩耶ケーブル線）と摩耶ロープウェーを使うか、徒歩で行くしかない。

## 人口統計
- 令和2年国勢調査（2020年10月1日）における世帯数3、人口4で内男性1人・女性3人[1]。
- 平成17年国勢調査（2005年10月1日）における世帯数6、人口10で内男性5人・女性5人[2]。
- 昭和63年（1988年）の世帯数339・人口702（六甲山町含む）[3]。